# DJ Khalil
DJ Khalil, pseudonimo di Khalil Abdul-Rahman (nato Khalil Hazzard; Seattle, 16 ottobre 1973), è un produttore discografico e beatmaker statunitense.
È il terzo figlio di Walt Hazzard Jr., un cestista e allenatore di pallacanestro morto nel 2011.

## Biografia
Fa parte del duo Self Scientific insieme al rapper Chace Infinite, anche se è meglio conosciuto per aver prodotto alcuni brani del rapper statunitense Eminem degli album Recovery e The Marshall Mathers LP 2. Fa parte dei The New Royales insieme a Chin Injeti, Liz Rodriguez e Erik Alcock e del collettivo The Soul Assassins.
Ha partecipato alla colonna sonora di Grand Theft Auto: nel videogioco Grand Theft Auto: Chinatown Wars è presente una stazione radio fittizia che porta il suo nome e si possono ascoltare beat prodotte da lui prodotte e usate anche come base musicale da altri artisti.
Le sue produzioni più famose, oltre a quelle di Eminem, sono canzoni di artisti come Dr. Dre, 50 Cent, Nas e The Game. Kobe Honeycutt, un cantante statunitense, ha cantato in molte produzioni di DJ Khalil.